# Тубы
Тубы — село в Апшеронском районе Краснодарского края России. Входит в состав Отдалённого сельского поселения.
Расположено на берегу реки Пшеха, в 39 км от районного центра. Названо по тубинцам — абадзехскому народу, проживавшему в этих местах до Кавказской войны. Недалеко располагался аул Туб.

## Население
| 2002 | 2010 |
| ---- | ---- |
| 149  | ↘137 |